# Comté de Guilford
Le comté de Guilford est un comté situé dans l'État de Caroline du Nord aux États-Unis.
En 2010, sa population est de 491 230 habitants, son siège est la ville de Greensboro.

## Communautés

### Cities
- Archdale
- Burlington
- Greensboro
- High Point

### Towns
- Gibsonville
- Jamestown
- Kernersville
- Oak Ridge
- Pleasant Garden
- Sedalia
- Stokesdale
- Summerfield
- Whitsett

### Census-designated places
- Forest Oaks
- Julian
- McLeansville

### Townships
- Bruce
- Center Grove
- Clay
- Deep River
- Fentress
- Friendship
- Gilmer
- Greene
- High Point
- Jamestown
- Jefferson
- Madison
- Monroe
- Morehead
- Oak Ridge
- Rock Creek
- Sumner
- Washington

## Démographie
| 1790  | 1800  | 1810   | 1820   | 1830   | 1840   |
| ----- | ----- | ------ | ------ | ------ | ------ |
| 7 300 | 9 442 | 11 420 | 14 511 | 18 737 | 19 175 |

| 1850   | 1860   | 1870   | 1880   | 1890   | 1900   |
| ------ | ------ | ------ | ------ | ------ | ------ |
| 19 754 | 20 056 | 21 736 | 23 585 | 28 052 | 39 074 |

| 1910   | 1920   | 1930    | 1940    | 1950    | 1960    |
| ------ | ------ | ------- | ------- | ------- | ------- |
| 60 497 | 79 272 | 133 010 | 153 916 | 191 057 | 246 520 |

| 1970    | 1980    | 1990    | 2000    | 2010    | - |
| ------- | ------- | ------- | ------- | ------- | - |
| 288 590 | 317 154 | 347 420 | 421 048 | 488 406 | - |